# Caxias do Sul
Caxias do Sul (kaˈʃias du ˈsuw), amtlich portugiesisch Município de Caxias do Sul, ist eine Großstadt in Rio Grande do Sul, im Süden Brasiliens. Sie ist Teil der Metropolregion Serra Gaúcha und die zweitgrößte Stadt in Rio Grande do Sul. Die Einwohnerzahl wurde zum 1. Juli 2021 auf 523.716 Bewohner geschätzt, die Caxienser genannt werden und auf einer Gemeindefläche von rund 1652,3 km² leben.

## Namensherkunft
Benannt ist die frühere Kolonie und das heutige Munizip nach dem Marschall Luís Alves de Lima e Silva, dem der Titel Duque de Caxias verliehen worden war.

## Geographie
Umliegende Gemeinden sind m Norden São Marcos, Campestre da Serra und Monte Alegre dos Campos; im Süden Vale Real, Nova Petrópolis, Gramado und Canela; im Osten São Francisco de Paula; im Westen Flores da Cunha und Farroupilha.
Die Entfernung zur Hauptstadt Porto Alegre beträgt 128 km.

### Physiogeographie
Die Gemeinde liegt in der Serra Gaúcha, physiogeographisch in der Region Encosta Superior do Nordeste.

### Vegetation
Das Biom ist Mata Atlântica.

### Klima
Die Gemeinde hat warmes und gemäßigtes, tropisches Höhenklima, Cfb bzw. maritimes/ozeanisches oder Seeklima nach der Klimaklassifikation nach Köppen und Geiger. Die Durchschnittstemperatur ist 16,9 °C. Die durchschnittliche Niederschlagsmenge liegt bei 2090 mm im Jahr.
|                   | Jan  | Feb  | Mär  | Apr  | Mai  | Jun  | Jul  | Aug  | Sep  | Okt  | Nov  | Dez  |   |      |
| Temperatur (°C)   | 21,3 | 21,1 | 19,8 | 17,5 | 14,0 | 12,6 | 11,9 | 13,6 | 14,9 | 17,1 | 18,5 | 20,4 | Ø | 16,9 |
| Niederschlag (mm) | 214  | 193  | 164  | 150  | 146  | 143  | 170  | 141  | 178  | 226  | 173  | 192  | Σ | 2090 |

## Geschichte
Die Geschichte von Caxias do Sul beginnt vor den Italienern, als die Region von den Indigenen der Ethnie Kaingang, früher auch als Coroados bezeichnet, bewohnt war. Sie wurden verächtlich bugres genannt, das Gebiet war noch im 19. Jahrhundert zur Zeit der Provinz São Pedro do Rio Grande do Sul als Campo do Bugres bekannt.
Die Besiedlung durch italienische Einwanderer, die meisten von ihnen waren italienische Farmer aus dem Veneto, begann 1875 in Nova Milano. Sie trafen auch aus der Lombardei, aus dem Trient und aus anderen Regionen ein. Obwohl sie Unterstützung wie Werkzeuge, Proviant und Saat von der Regierung bekommen hatten, musste alles zurückgezahlt werden. Zwei Jahre später wurde der Ansiedlung der Name Colônia Caxias gegeben. Um 1876 bewohnten bereits um die 2000 Kolonisten die Region.
Stadtrechte als Vila wurden am 20. Juni 1890 durch Ausgliederung aus São Sebastião do Caí vergeben. Zum Munizip wurde Caxias durch das Lei Estadual n° 1607 am 1. Juni 1910 erhoben. Die ersten vier Distrikte waren Caxias, Nova Milano, Nova Pádua und Nova Trento.
Seit September 1934 ist die Stadt Sitz des römisch-katholischen Bistums Caxias do Sul. Hauptkirche ist die Kathedrale Santa Teresa. 
Eine Gebietsveränderung erfuhr Caxias do Sul durch die Ausgliederung des Distrito de São Marcos zum selbstverwaltenden Munizip São Marcos (Lei Estadual n.º 4.576 vom 9. September 1963).
Die italienischen Einflüsse sind heute noch zu spüren, so sprechen sie den Dialekt Talian. Nachkommen der deutschen Einwanderer sprechen noch den Dialekt Riograndenser Hunsrückisch.

## Kommunalpolitik
Bei der Kommunalwahl 2020 wurde Adiló Angelo Didomenico des Partido da Social Democracia Brasileira (PSDB) für die Amtszeit von 2021 bis 2024 zum Stadtpräfekten (Bürgermeister) gewählt.
Die Legislative liegt bei einem Stadtrat (Câmara Municipal) aus 23 gewählten Vertretern (vereadores).
Die Gemeinde ist in sechs Distrikte und 15 Regionaladministrationen gegliedert.

## Demografie

### Bevölkerungsentwicklung
| Jahr | Einwohner | Stadt   | Land   |
| --- | --------- | ------- | ------ |
| 1900 | 24.997    | ?       | ?      |
| 1920 | 33.773    | ?       | ?      |
| 1940 | 39.677    | 20.123  | 19.554 |
| 1950 | 58.594    | 35.803  | 22.791 |
| 1960 | 102.702   | 69.269  | 33.433 |
| 1970 | 144.871   | 114.015 | 30.856 |
| 1980 | 220.553   | 200.314 | 20.239 |
| 1991 | 290.925   | 264.775 | 26.150 |
| 2000 | 360.419   | 333.391 | 27.028 |
| 2010 | 435.482   | 419.321 | 16.161 |
| 2021 | 523.716   | ?       | ?      |
| Die zur Anzeige dieser Grafik verwendete Erweiterung wurde dauerhaft deaktiviert. Wir arbeiten aktuell daran, diese und weitere betroffene Grafiken auf ein neues Format umzustellen. (Mehr dazu) |           |         |        |

Quelle: IBGE (2011)

### Ethnische Zusammensetzung
Ethnische Gruppen nach der statistischen Einteilung des IBGE (Stand 2000 mit 360.419 Einwohnern, Stand 2010 mit 435.563 Einwohnern):
| Gruppe      | Anteil 2000       | Anteil 2010           | Anmerkung                        |
| ----------- | ----------------- | --------------------- | -------------------------------- |
| Brancos     | 320.540 (88,94 %) | ▲ 359.415 (82,52 %) ▼ | Weiße, Nachfahren von Europäern  |
| Pardos      | 28.618 (7,94 %)   | ▲ 58.877 (13,52 %) ▲  | Mischrassige, Mulatten, Mestizen |
| Pretos      | 8.748 (2,43 %)    | ▲ 15.064 (3,46 %) ▲   | Schwarze                         |
| Amarelos    | 350 (0,10 %)      | ▲ 1.732 (0,40 %) ▲    | Asiaten                          |
| Indígenas   | 855 (0,24 %)      | ▼ 454 (0,10 %) ▼      | indigene Bevölkerung             |
| ohne Angabe | 1.308             | 22                    |                                  |

## Bildung
Caxias do Sul ist Sitz der Universidade de Caxias do Sul mit ca. 37.000 Studenten.
“

## Söhne und Töchter der Stadt
- Luís Victor Sartori (1904–1970), römisch-katholischer Geistlicher, Bischof von Santa Maria
- Hygino Caetano Corsetti (1919–2004), Politiker
- Nei Paulo Moretto (1936–2023), römisch-katholischer Geistlicher und Bischof von Caxias do Sul
- Germano Rigotto (* 1949), Politiker
- Luíz Carlos Susin (* 1949), römisch-katholischer Theologe
- Thaisa Storchi-Bergmann (* 1955), Astrophysikerin und Hochschullehrerin
- Celso Roth (* 1957), Fußballtrainer
- Tite (* 1961), Fußballspieler und -trainer
- Leomar Antônio Brustolin (* 1967), römisch-katholischer Erzbischof von Santa Maria
- Emerson Orlando de Melo (* 1973), Fußballspieler
- Fernando Rech (* 1974), Fußballspieler
- Thaisa Serafini (* 1985), Squashspielerin
- Marcelo Demoliner (* 1989), Tennisspieler
- Alex Telles (* 1992), Fußballspieler